# Świątynia Tianning w Changzhou

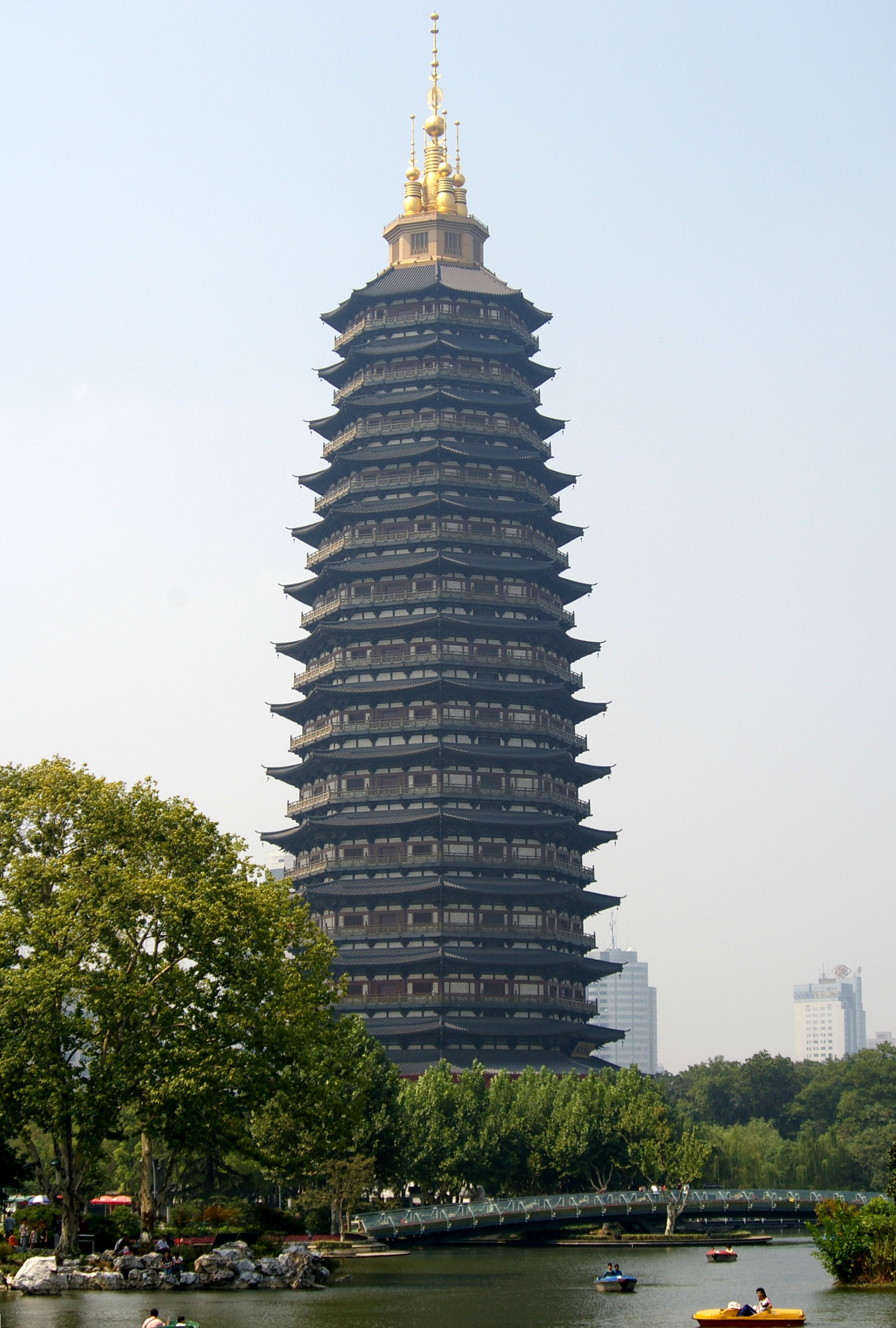
Pagoda

Świątynia Tianning (chiń. upr. 天宁寺; chiń. trad. 天寧寺; pinyin Tiānníng Sì), pol Klasztor Niebiańskiego Spokoju – świątynia buddyjska, znajdująca się w mieście Changzhou w prowincji Jiangsu we wschodnich Chinach. Znajduje się w niej najwyższa na świecie pagoda.

## Historia klasztoru
Świątynię wzniesiono w połowie VII wieku, za panowania dynastii Tang. W ciągu wieków kilkukrotnie przebudowywana i remontowana, ostatnie wielkie prace renowacyjne przeprowadzono w 1990. Jest jedną z największych na świecie świątyń tradycji chan. Klasztor należy do szkoły chan Linji.
Ponieważ klasztor jest bardzo duży, stać go na rzadko spotykane w innych świątyniach dodatki, jak np. pawilon jinglou, który przeznaczony był dla młodych, niedoświadczonych mnichów, którzy niedawno wzięli udział w ceremonii ordynacyjnej. Plan pawilonu był zbliżony do planu budynku medytacyjnego: były podwyższenia dla spania i centralny ołtarz. Jednak podłoga, która w sali medytacji jest otwarta (aby można było chodzić i np. okrążać ołtarz), była zajęta przez długie stoły z ławkami do siedzenia. Przebywający tam młodzi mnisi siedzieli na ławkach w pozycjach medytacyjnych i śpiewali Sutrę Diamentową. Była to jedyna sutra, którą śpiewali dwukrotnie po śniadaniu, dwukrotnie po obiedzie i dwukrotnie po kolacji. Po kolacji zresztą mieli wybór, mogli śpiewać sutrę, albo mogli wziąć udział w wieczornej praktyce z innymi mnichami. W tym klasztorze wyjątkowo jadało się nieformalny posiłek wieczorny (tylko ryż), gdyż każdy posiłek po godzinie 12 w południe był uważany za leczniczy. 
W klasztorze praktykowano medytację w ośmiu okresach dziennie. Było to jeden okres medytacyjny więcej niż w innych klasztorach, np. Jinshan.    
W 1860 r. klasztor został całkowicie spalony przez rebeliantów w czasie powstania tajpingów. Następnie został stopniowo odbudowany w ostatnich dekadach panowania dynastii Qing. Przyczynił się do odbudowy ówczesny opat klasztoru Yekai Qingrong (1825-1923).
W klasztorze utrzymywany jest system przekazu Dharmy zwany "mishou" - "tajemnym przekazem", który jest wzorowany na przekazie Dharmy Piątego Patriarchy Hongrena dla Szóstego Patriarchy - Huinenga.
Na początku XX w. w klasztorze przebywało ponad 800 mnichów, jednak np. w 1920 r. podczas ordynacji nowych mnichow, w klasztorze przebywało ich 2000. Czyni go to największym klasztorem Chin.
Klasztor ten nigdy nie przyciągał turystów, gdyż nie należy do wybitnych dzieł klasztornej architektury chińskiej. Położony jest na nizinie (dlatego nie ma w nazwie "shin" (góra=klasztor). Budynek medytacyjny był uważany za jedno z czterech najlepszych miejsc w Chinach do praktyki medytacji. Poza tym Tianning dysponował jeszcze budynkami niespotykanymi w innych klasztorach. Były to:
- Budynek medytacyjny dla 130 mnichów
- Pawilon do recytowania imienia Buddy dla 35 mnichów
- Pawilon tekstów (jinglou) dla 50 mnichów
- Seminarium (foxue yuan) dla 150 mnichów
- Budynek dla niewidomych mnichów lub kalekich (anle tang) dla 45 mnichów
- Sanatorium (yanshou tang) dla 20 mnichów (oddzielne od szpitala ruyi liao)
- Budynek dla starców (dongta yuan, xita yuan) dla 60 mnichów
- Budynek dla wędrownych mnichów (yunshui tang) dla 60 mnichów[8]

Konsekwencje japońskiej okupacji były dla klasztoru bardzo poważne. Klasztor nie otrzymywał już pieniędzy za np. ceremonie pogrzebowe. Zaczęła się także inflacja. Zmalał także dochód z posiadanej i wynajmowanej ziemi. Bandyci i partyzanci napadali na transporty ziarna do klasztoru. Ponieważ nastąpiła próżnia prawna i administracyjna komuniści (dotąd działający w ukryciu) ujawnili się. W 1941 r. mnisi wysyłani z klasztoru po czynsz zaczęli być atakowani i mordowani.

## Obiekty architektoniczne
- Pagoda - Tianning ta (天宁宝塔 Pagoda Tianning)

Największą atrakcją świątyni jest najwyższa na świecie pagoda. Zbudowana w latach 2002-2007, jest wyższa od Wielkiej Piramidy w Gizie. Mierząca 153,79 m wysokości 13-piętrowa budowla wznosi się na zajmującej 27000 m² podstawie. Wykonano ją z drewna importowanego z Birmy i Nowej Gwinei, zaś jej szczyt pokryto 75 tonami mosiądzu i złota. Na 13 piętrze zawieszono olbrzymi brązowy dzwon o wadze 30 000 kg, słyszalny z odległości 5 kilometrów. Koszt budowy pagody wyniósł 300 milionów juanów.
- Jinglou (Sala sutr) - wbrew nazwie, jest to budynek przeznaczony wyłącznie dla świeżo zaordynowanych mnichów, bez żadnego doświadczenia w praktyce i bez żadnej rangi. Budynek jest zbudowany podobnie do pawilonu medytacyjnego. Znajdują się tu platformy do spania i centralny ołtarz. Mimo tego centralnego położenia nie da się go okrążać, gdyż został otoczony przez kilka długich stołów z ławami do siedzenia. Nowicjusze siedzą na tych ławach ze skrzyżowanymi nogami i śpiewają Sutrę Diamentową dwukrotnie po śniadaniu, obiedzie i kolacji. Jedynym stałym starszym mnichem jest zarządca budynku. Jest to prawdopodobnie jedyny klasztor chiński, który ma specjalny budynek do śpiewania jednego tylko tekstu. Ta tradycja powstała i została potwierdzona w ostatnich latach panowania dynastii Qing[13].

## Opaci klasztoru
Lista opatów klasztoru od 39 pokolenia do 44 oraz lista przekazu Dharmy
- Daxiao Shiche (1686-1757)
  - Tiantao Jiyun (1693-1767) - 35 pokolenie linii szkoły linji
    - 36 pokolenie
      - 37 pokolenie
        - 38 pokolenie
          - Xueyan Wujie - 39 pokolenie. Opat w latach 1831-1845.
            - Puneng Zhenchong - 40 pokolenie. Opat w latach 1845-1860 (do spalenia klasztoru)
              - Shanjing Qingru - 41 pokolenie. Opat od 1879 do 1896
                - Zhuoru Xianguan - 42 pokolenie. Opat
                - Xianbei - 42 pokolenie
                - Xianxi - 42 pokolenie
                - Xiankai - 42 pokolenie

            - Tingnian Zhenchan - 40 pokolenie. Opat od 1866 r.
              - Qingguang Qingzong - 41 pokolenie. Opat do 1879
              - Yekai Qingrong - (1852-1923) 41 pokolenie. Opat od 1896 
                - Mingjing Xiankuan - 42 pokolenie. Opat
                - Yuexia Xianzhu - 42 pokolenie
                - Weikuan Xianche - 42 pokolenie. Opat
                  - Huilun Miquan - 43 pokolenie
                  - Yongpei Mihua - 43 pokolenie
                  - Zhenglian Miyuan - 43 pokolenie. Opat od 1931
                    - Minzhi Yinxin - 44 pokolenie
                    - Yuehai Yin- - 44 pokolenie
                    - Jiede Yin- - 44 pokolenie
                    - Weiyue Yintan - 44 pokolenie
                    - Zhaohai Yinhai - 44 pokolenie
                    - Fosheng Yinzhen - 44 pokolenie

                  - Qinfeng Miyu - 43 pokolenie. Opat po Zhenglianie Miyuanie[a]

                - Yingci Xianqin - 42 pokolenie

## Galeria

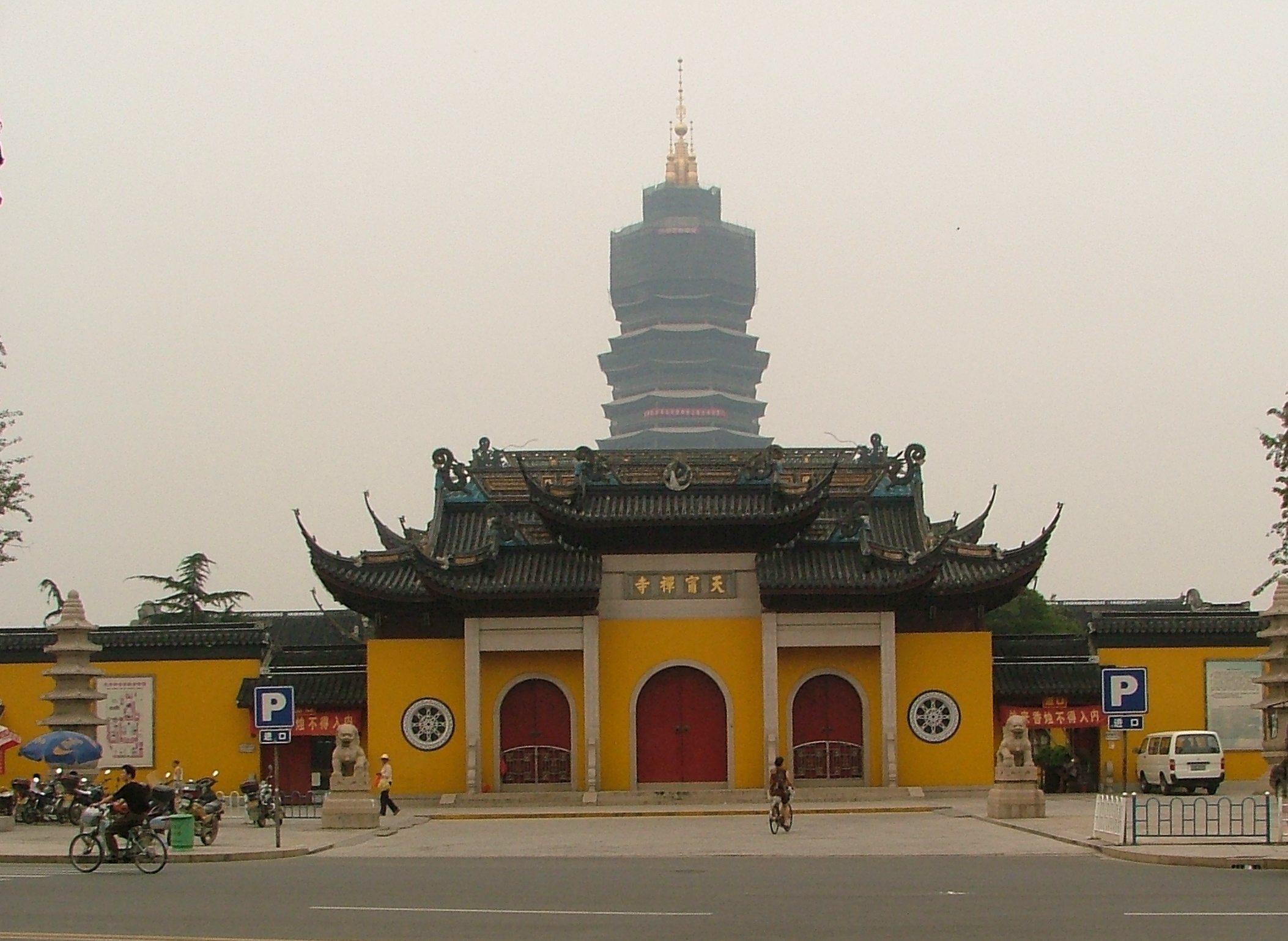
Wejście do świątyni, w tle pagoda
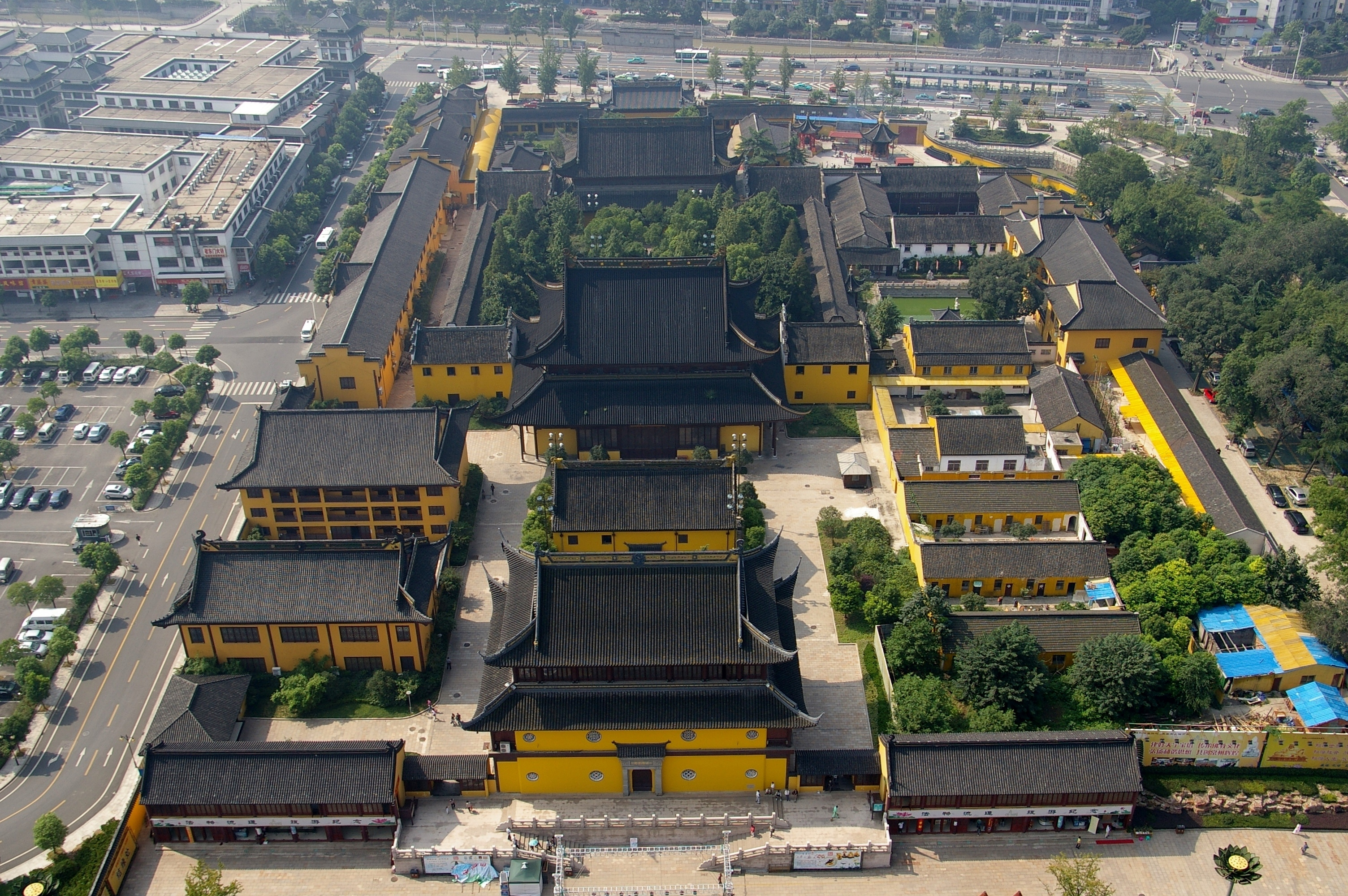
Widok na świątynię ze szczytu pagody
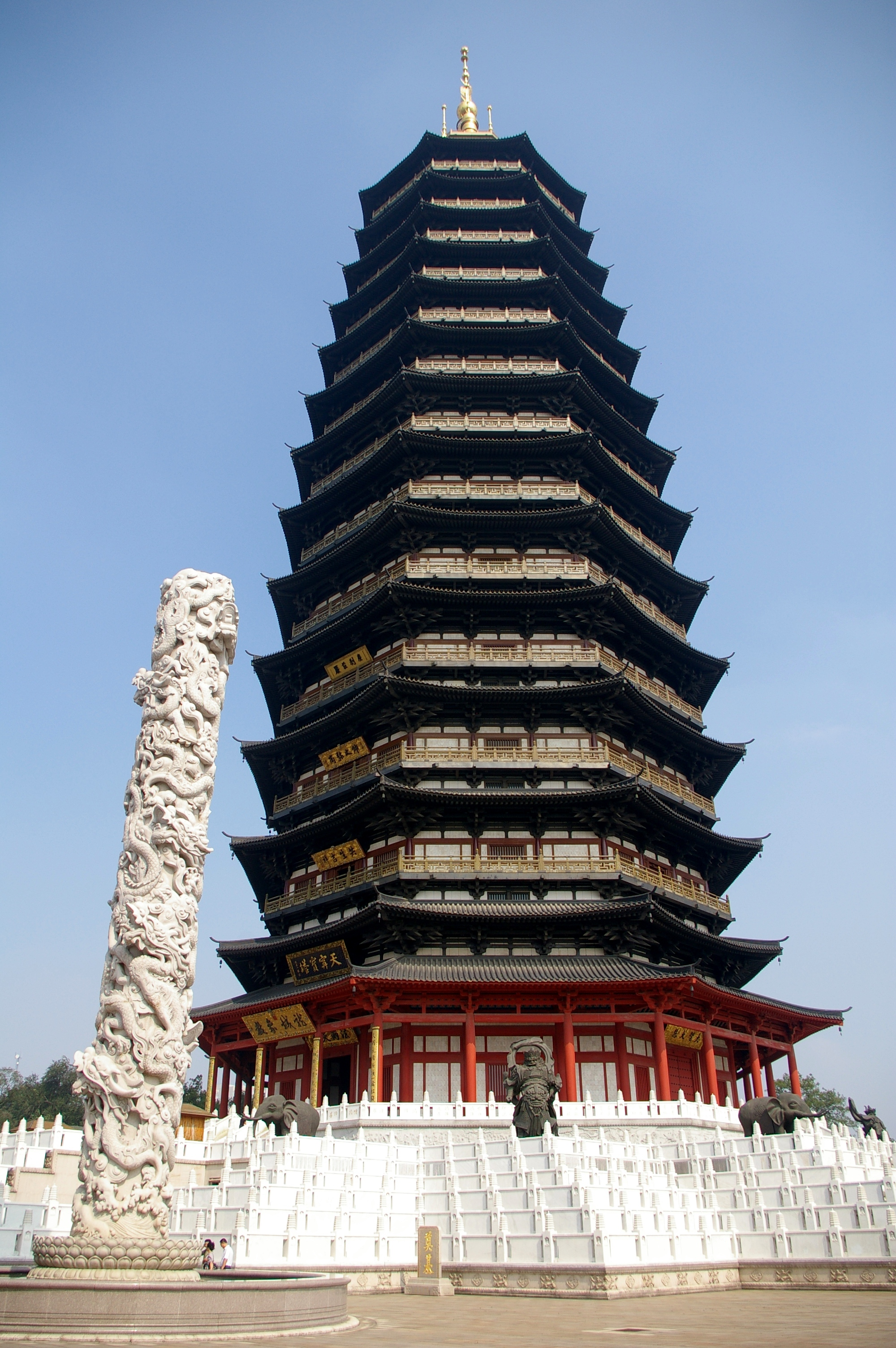
Widok na pagodę od podnóża
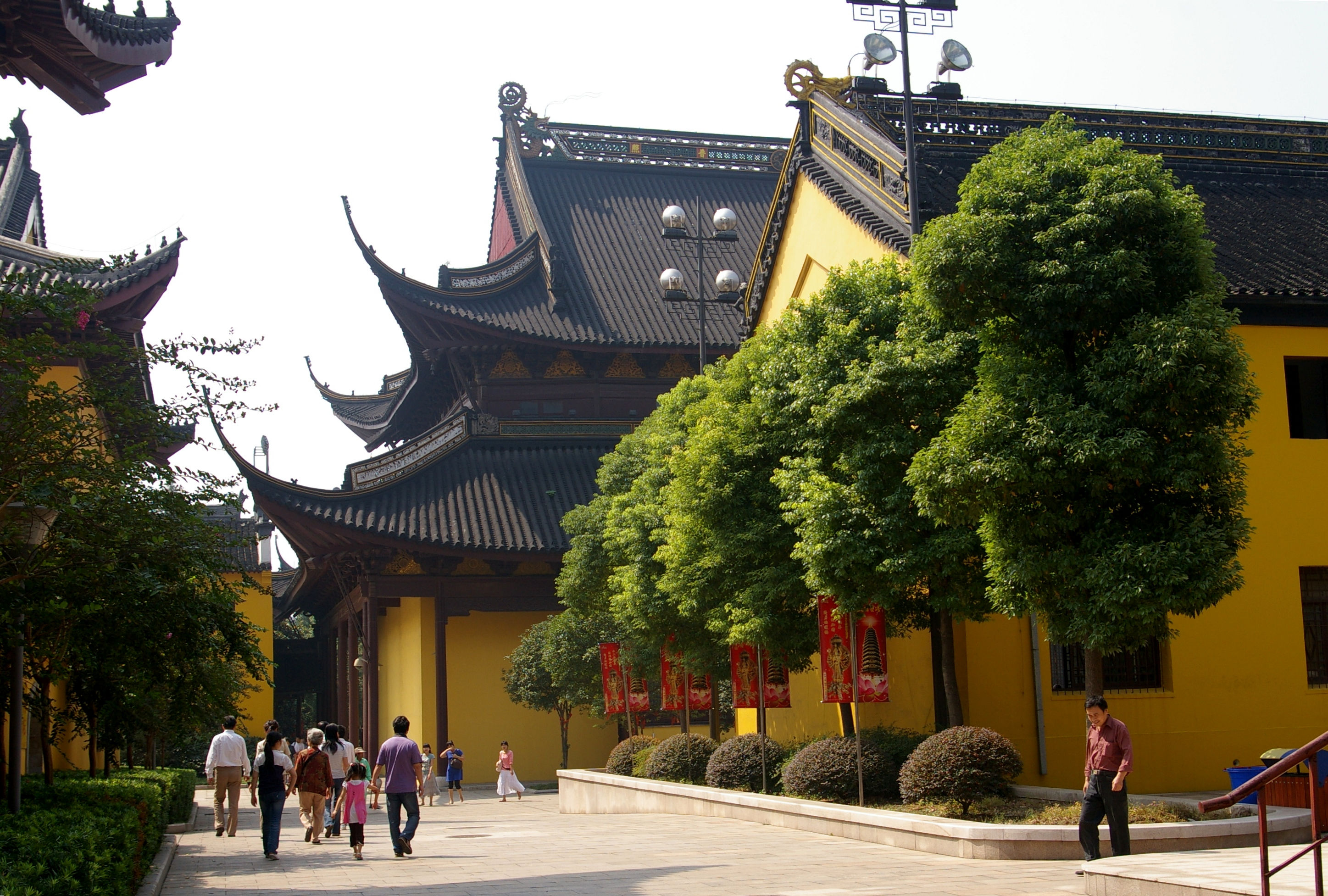
Wnętrze świątyni

## Wideo
- https://www.youtube.com/watch?v=QxXK44pjDHQ |Krótkie informacyjne wideo o klasztorze
- https://www.youtube.com/watch?v=s4Zs3l_kil0 |Ceremonia otwarcia pagody
- https://www.youtube.com/watch?v=Somv8g6lQ5E |Wideo z klasztoru
- https://www.youtube.com/watch?v=E0_8nihWS2k |Dłuższe wideo ukazujące klasztor i praktyki